# Okroglice
Okroglice este o localitate din comuna Sevnica, Slovenia, cu o populație de 85 de locuitori.